# Nokia Lumia 830
Das Nokia Lumia 830 ist ein Smartphone von Microsoft Mobile der Nokia-Lumia, später Microsoft-Lumia-Serie, das auf der IFA 2014 vorgestellt wurde. Es ist der direkte Nachfolger des auf der Nokia World 2012 vorgestellten Lumia 820.

## Spezifikationen

### Technische Daten
Das Nokia Lumia 830 besitzt ein 5,0 Zoll großes Display mit einer Auflösung von 1280×720 Pixeln (IPS-LCD, Gorilla Glass 3). Als SoC kommt der Snapdragon 400 von Qualcomm zum Einsatz, der vier Kerne mit einer Taktfrequenz von 1,2 GHz besitzt. Dieser kann auf einen Gigabyte Arbeitsspeicher und 16 Gigabyte Massenspeicher zugreifen, der per MicroSD-Karte um bis zu 128 Gigabyte erweitert werden kann. Der Akkumulator des Lumia 830 lässt sich austauschen und verfügt über eine Kapazität von 2200 mAh. Dieser kann kabellos über den Qi-Standard geladen werden.

### Digitalkameras
Die Kamera des Lumia 830 besitzt einen 10-Megapixel-Sensor mit einem Seitenverhältnis von 16:9 mit 8MP oder 4:3 mit 9MP die Bilder können wahlweise in den Formaten nur als JPEG oder JPEG + DNG abgespeichert werden. Der Bildsensor ist 1/3,4 Zoll groß, hat einen optischen Bildstabilisator und ein Carl-Zeiss-Objektiv mit sechs Linsen. Das Objektiv hat eine Blende von f/2.2 und ist mit einer festen Kleinbild-äquivalenten Brennweite von 26 Millimetern ausgestattet. Hinzu kommt ein LED-Blitzlicht. Videos können hiermit bei einer Auflösung von bis zu Full HD (1920×1080px) und 30 Bildern pro Sekunde aufgenommen werden, mehr ist aufgrund des Prozessors nicht möglich.
Auf der Vorderseite besitzt das Lumia 830 eine Frontkamera mit 0,9 Megapixel und einer Blende von f/2.4. Videos können mit dieser in einer Auflösung von 1280×720 Pixeln aufgenommen werden.
Das Lumia 830 besitzt zudem eine dedizierte Kamerataste.

### Software
Auf dem Lumia 830 läuft derzeit Windows 10 Mobile in der Version 1607 von Microsoft. Mit Bearbeitung der Registry ist ein inoffizielles Update auf die Version 1709 möglich. Die Vorgängerversion war Windows Phone 8.1, für das Upgrade muss das Programm „Upgrade Advisor“ aus dem Windows Store heruntergeladen werden.

## Design
Das Nokia Lumia 830 besitzt einen Rahmen aus Aluminium und einen wechselbaren Akkudeckel, der in den Farben schwarz, weiß, grün und orange erhältlich ist. In der Variante mit schwarzem Akkudeckel ist auch der Aluminiumrahmen schwarz.

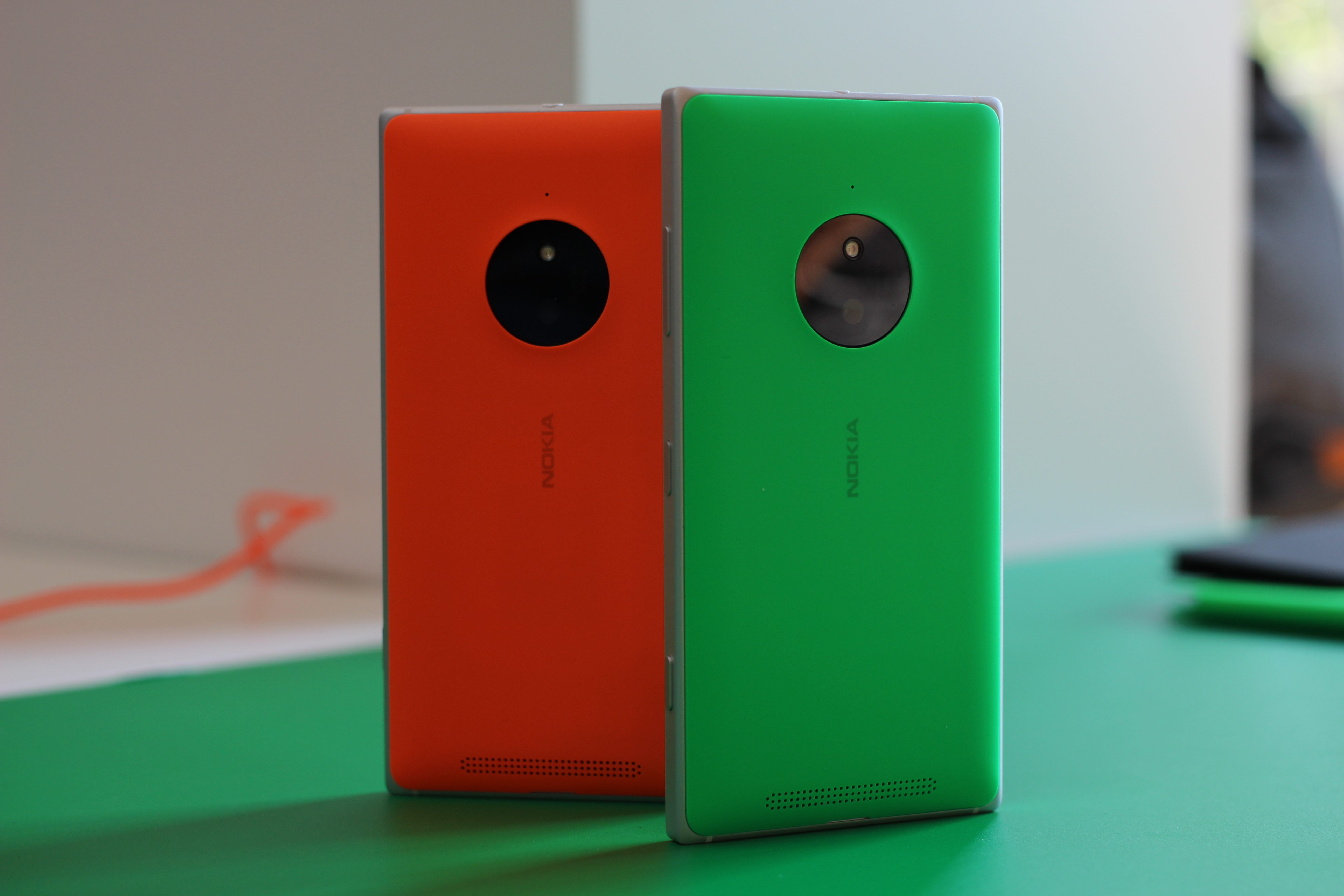
Nokia Lumia 830 in den Farbvarianten orange und grün
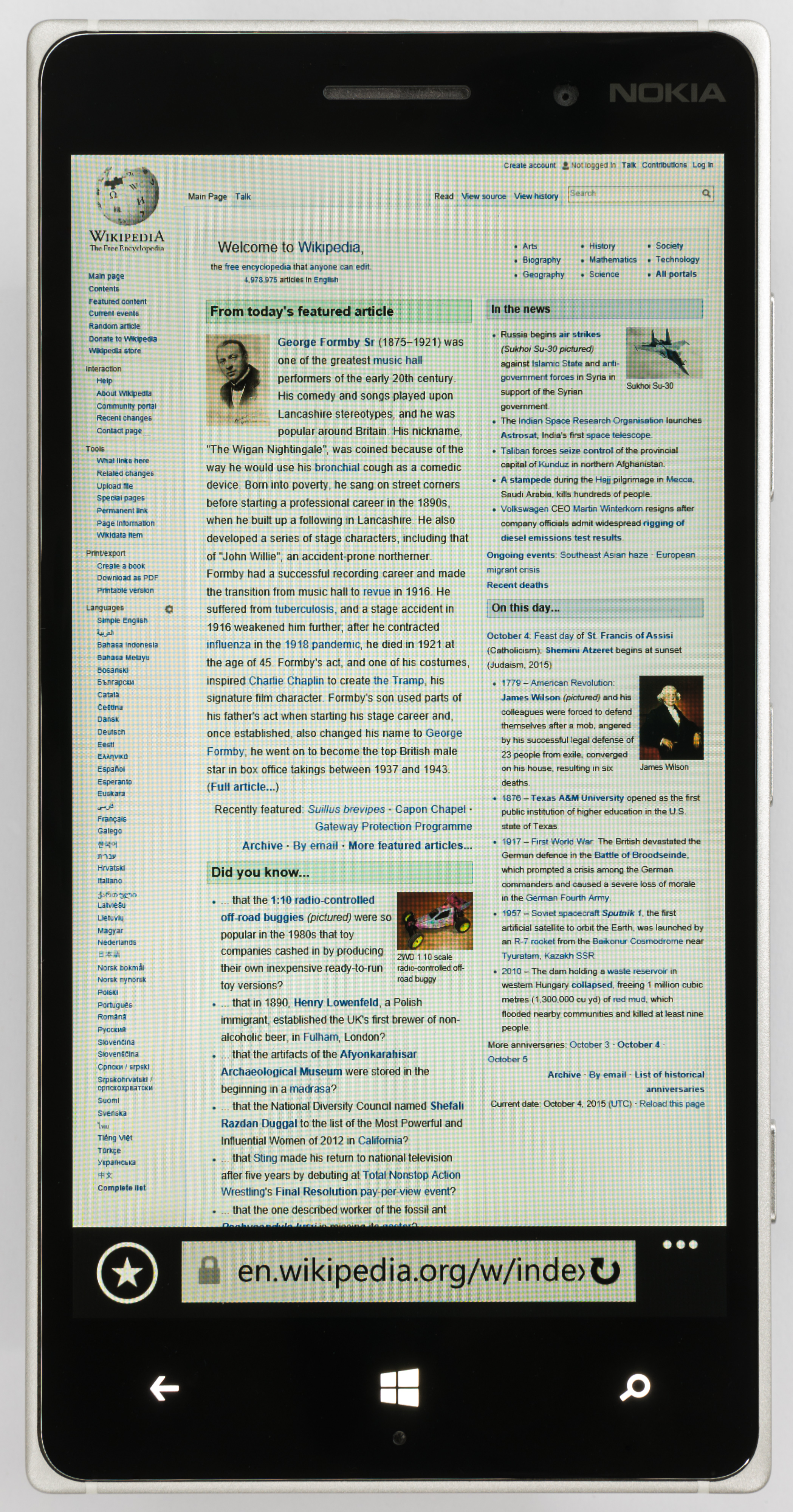
Nokia Lumia 830 von vorne
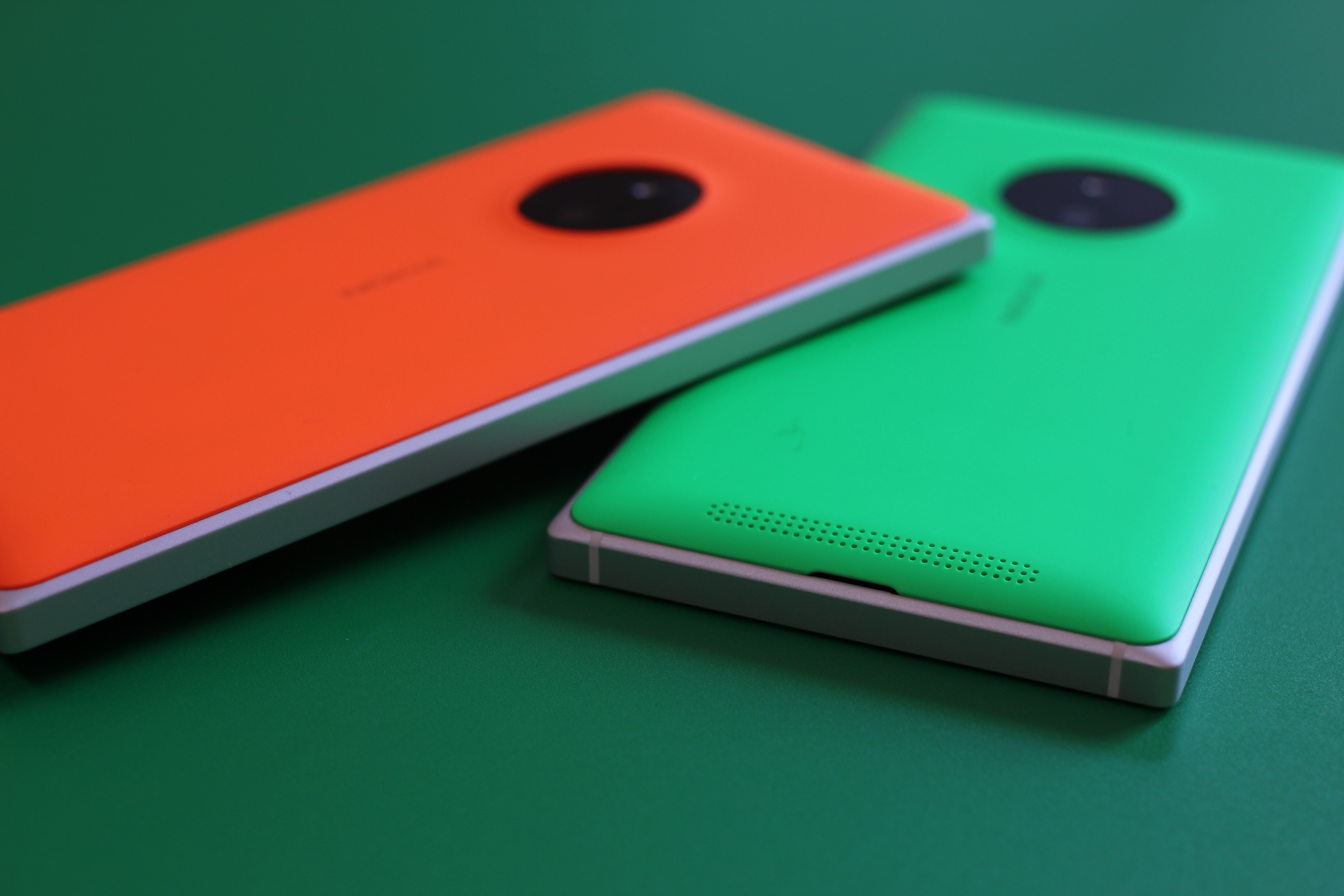
Nokia Lumia 830 aus seitlicher Perspektive
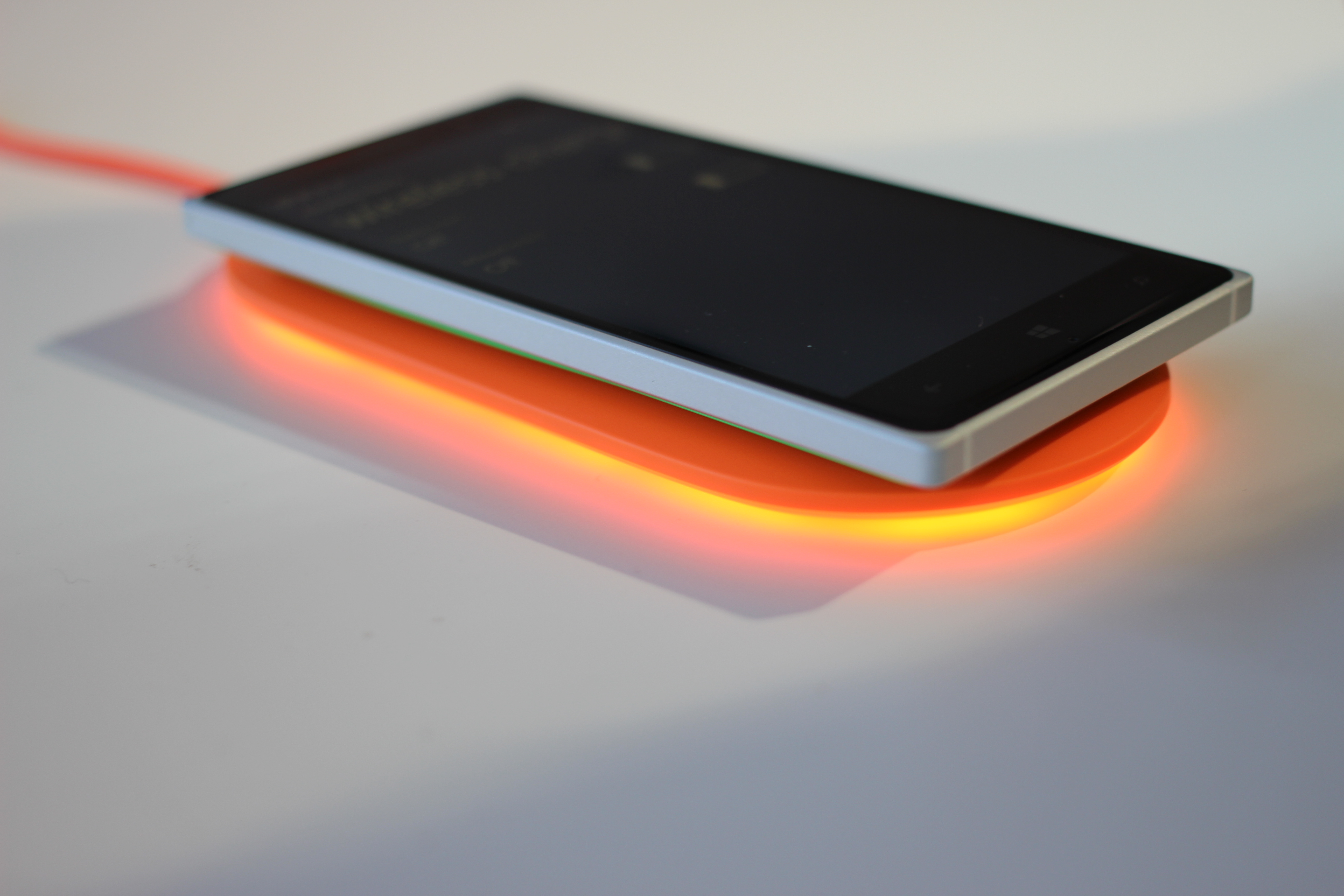
Das Nokia Lumia 830 während des Vorganges des kabellosen Ladens.
Das Nokia Lumia 830 in orange
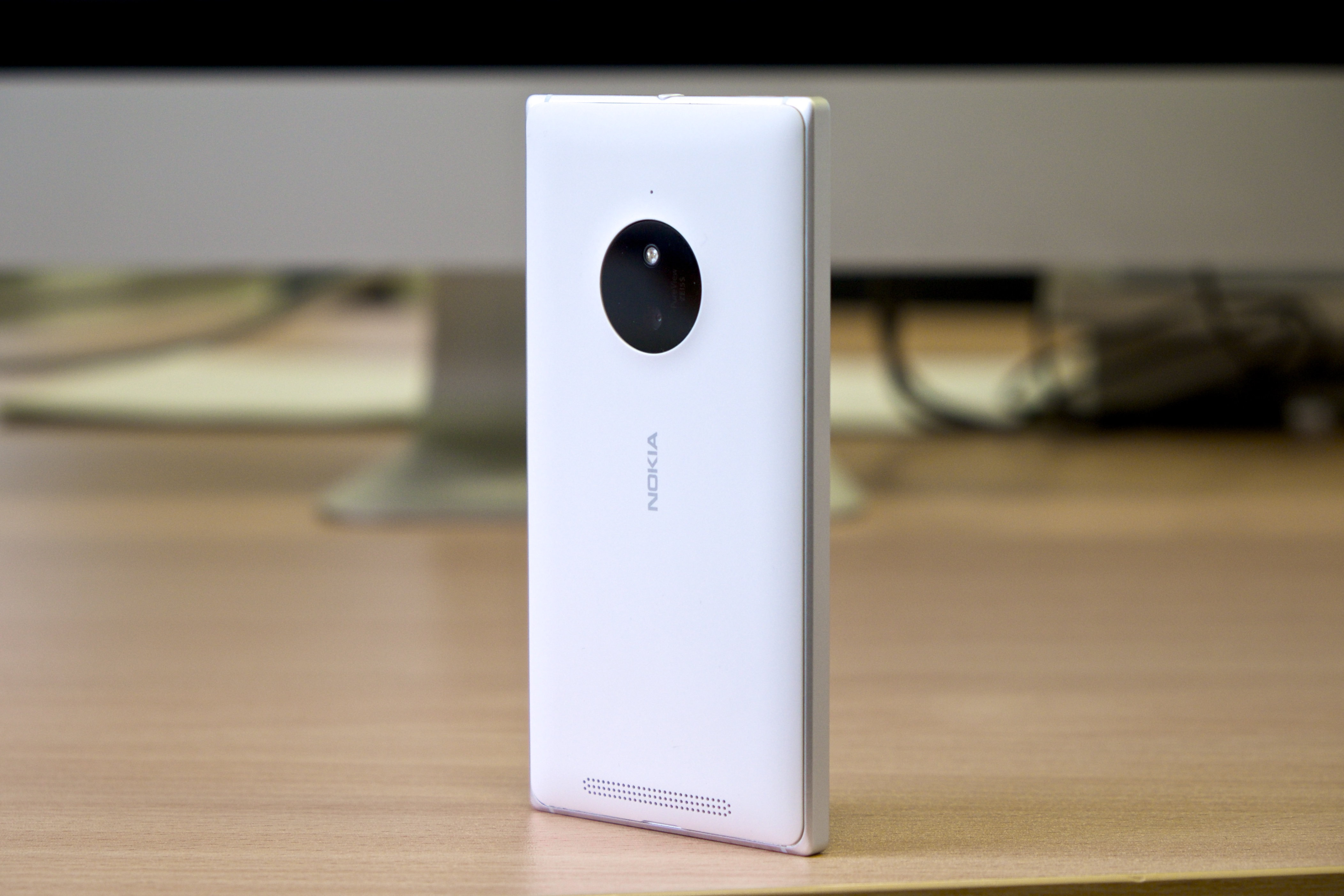
Das Lumia 830 in weiß

## Besonderheiten
Das Nokia Lumia 830 ist das letzte Smartphone, das nach der Übernahme der Mobilfunksparte von Nokia durch Microsoft unter dem Nokia-Branding veröffentlicht wurde. Nach dem Lumia 830 trugen nur noch Feature Phones das Nokia-Branding.